# Gröna
Gröna is een plaats en voormalige gemeente in de Duitse deelstaat Saksen-Anhalt, en maakt deel uit van de Landkreis Salzlandkreis.

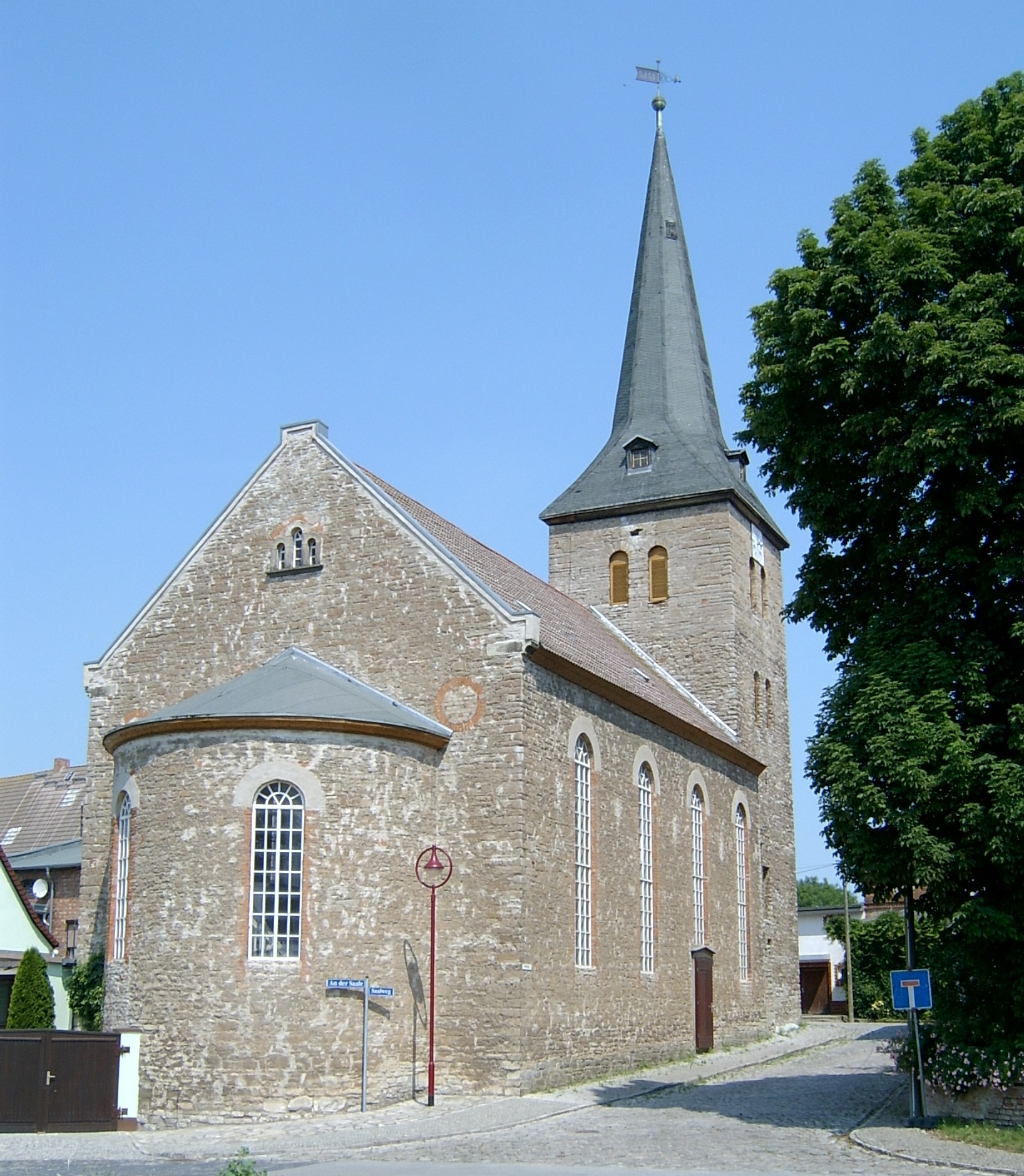
Gröna (2007)

Gröna telt 588 inwoners.